# Valaida Snow
Valaida Snow, född 2 juni 1904  (datum är osäkert) Chattanooga, Tennessee, död 30 maj 1956 i New York, var en amerikansk musiker (trumpetare) och artist. 
Valaida Snow växte upp i en musikalisk familj och fick som barn lära sig dansa och spela flera instrument för att kunna uppträda tillsammans med familjens turnerande musikensemble.
På 1920-talet började hon framträda i större sammanhang, första gången på Wilkins´s Cabaret i Harlem år 1922, och därefter även internationellt. 
Särskilt känd blev hon för sitt virtuosa trumpetspel och från 1935 och framåt gjorde hon i Europa ett tiotal inspelningar i eget namn för skivbolaget Parlophone. Hon är den enda kända kvinnliga blåsmusiker från epoken vars spel finns dokumenterat på grammofon. Såväl hennes sång som  trumpetspel har ansetts starkt influerat av Louis Armstrong, men ändå med ett påtagligt eget uttryck, särskilt under de tidigare åren.
År 1939 uppträdde hon för första gången i Sverige, på Cirkus i Stockholm tillsammans med Svend Asmussen och hans kvintett. I Sverige gjorde hon även fyra inspelningar tillsammans med Rune Ellbojs orkester. 
Samma år, 1939, bosatte hon sig i Danmark, men fick under den tyska ockupationen av landet sitt arbetstillstånd indraget, varefter hon verkade en tid i Sverige innan hon återvände till Danmark. Efter att Tyskland förklarat USA krig år 1941 blev hon under omkring ett års tid internerad i Danmark men kunde så småningom – via Göteborg med m/s Gripsholm – repatrieras till USA.
Hon var gift med Ananais Berry, medlem i danskompaniet Berry Brothers. 